# Gyanta (település)
Gyanta (románul: Ginta) falu Romániában, Erdélyben, Bihar megyében. Jelenleg Feketekápolnához (Câpâlna) tartozik.

## Fekvése
Nagyváradtól mintegy 40 km-re található.

## Történelme
Gyanta Árpád-kori település. Nevét már 1213-ban Mecam de v. Genta; Vrbanum de v. Gyonta néven említették az oklevelek egy perrel kapcsolatban, mikor 1213-ban gyantaiakat jánosdi és solymosi emberek vádoltak a bihari udvarbíró előtt.
1430-ban Gyantha néven királyi ember nevében szerepelt.
1552-ben Egyhazas Gyantha, Kapolnas Gyanthaneveken tűnt fel, 1808-ban pedig Gyánta (Magyar- et Oláh-) h., Dzsinta val. alakokban írták.
A település egykor két község volt; Gyanta és Kohány név alatt. Ősi püspöki birtok, melyet a középkorban Egyházas-Gyanta néven említettek. Régi katolikus kőtemploma a mostani református templomtól nyugatra állt, egy 1721 évi szolgabírói jelentés is említette a templomot, mint régi katolikus egyházat.
A falu a 15. század elején a Nadányi család birtoka volt, később egy oklevél a Nadaby és a Toldy családokat is említi itt.
A 19. század elején már a váradi 1. sz. püspökség birtoka volt.
1851-ben Fényes Elek írta a településről:
Gyanta, románul Zsinta, Bihar vármegyében, a Fekete-Körös jobb partján, a Körös és Hollód vizei völgyei közt fekvő kies dombon. A tulajdonképeni Gyantát mind reformatusok lakják 1359-an, az oláhok által lakott, s Cséfa patak által elválasztott rész Rohánynak neveztetik, 385 óhitü lakossal, s anyatemplommal, valamint Gyantán a reformátusoknak van anyatemplomuk. Határa 1860 hold … Birja a váradi deák püspök.
1910-ben 2043 lakosából 1546 magyar, 467 román volt. Ebből 1433 református, 488 görögkeleti ortodox, 58 izraelita volt.
A trianoni békeszerződés előtt Bihar vármegye Tenkei járásához tartozott.
1944. szeptember 25-én a falun átvonuló román katonák felégették a református parókiát, valamint 45 magyar személyt kivégeztek. A vérengzés emlékére 2004-ben emlékművet avattak.
Köteles Pál, a falu szülötte Hotel Kárpátia című regényében (Magvető Könyvkiadó, Budapest 1989) ad pontos, dokumentum-értékű leírást az eseményekről. 
A rendszerváltás után 1993-ban elkészülhetett Boros Zoltán Fekete vasárnap című dokumentumfilmje, amelyben szülőfaluja tragédiáját mutatja be szemtanúkon, túlélőkön keresztül.
Az 1980-as évek végére a település súlyosan elnéptelenedett és leszegényedett, lakossága napjainkra 358 főre csökkent.

## Híres szülöttei
- Itt született 1885. május 5-én Ney Pál ügyvéd, jogi szakíró. Auschwitz-ban ölték meg 1944. júniusban.
- Itt született 1921. október 29-én Kovács János újságíró, szerkesztő, irodalomkritikus.
- Köteles Pál (Gyanta, 1927. április 27. – Budapest, 1991. december 14.) író, publicista.
- Boros Zoltán (1939. július 29.) filmrendező, televíziós szerkesztő, zeneszerző.
- Pocsaly Zoltán labdarúgó, Margitta rendszerváltás utáni első magyar polgármestere

## Nevezetességek
- Református temploma – csúcsíves stílusú épület, mely 1865-ben épült.
- Görög keleti temploma – 1850-ben épült.
- Baptista imaház

## Külső hivatkozások
- Hivatalos weboldal